# The Normal Heart
The Normal Heart est une pièce de théâtre de Larry Kramer créée en 1985 au Public Theater de New York. Elle est créée au Théâtre du Rond-Point le 8 septembre 2021 puis prolongée le 20 janvier 2022 au Théâtre la Bruyère.

## Trame

### Personnages
- Craig Donner
- Mickey Marcus
- Ned Weeks
- Dr. Emma Brookner
- Bruce Niles
- Felix Turner
- Ben Weeks
- Tommy Boatwright
- Hiram Keebler

### Intrigue
Au début des années 1980, Ned Weeks, activiste homosexuel à New York, part en guerre contre l’inaction et l’indifférence. Ses amis agonisent et meurent autour de lui. L’épidémie décime sa communauté. Il s’indigne, agit, met sa colère et son sale caractère au service d’un activisme sans concession. Il provoque des scandales médiatiques et interpelle le maire. Avec la docteure Emma Brookner, il lutte pour mobiliser la population et sauver des vies. La pièce déroule son combat pour attirer l'attention du public sur cette maladie non identifiée qui s'avérera être le sida. Il tombe amoureux d'un journaliste du New York Times, Felix Turner, qui apprend par la suite être atteint du virus.

### Inspiration d'une histoire vraie
La pièce The Normal Heart est inspirée d'évènements autobiographiques de Larry Kramer ainsi que d'autres protagonistes. Le personnage de Ned Weeks correspond ainsi à Larry Kramer. La docteure Emma Brookner dépeint la médecin new yorkaise Linda Laubenstein.

## Créations de la pièce

### Première création (1985)
En 1985, la pièce est The Normal Heart est montée au Public Theater à Greenwich Village (New York). Sous la direction de Michael Lindsay-Hogg et avec une mise en scène de Eugene Lee et Keith Raywood, les acteurs et actrices principaux de cette production sont Robert Dorfman (Ned Weeks), D. W. Moffett (Ben Weeks) et Lawrence Lott (Emma Brookner).

### Création à Paris (2021)
Le 8 septembre 2021, la pièce est créée à Paris au théâtre du Rond Point dans une adaptation et mise en scène de Virginie de Clausade. La troupe est composée de Michaël Abiteboul, Joss Berlioux, Andy Gillet, Déborah Grall, Brice Michelini, Jules Pelissier et Dimitri Storoge. Le texte intégral est publié pour la première fois en français aux éditions L'avant-scène Théâtre le 22 octobre 2021.
Cette première adaptation créé d'abord un fort effet d'attente au sein des associations engagées dans la lutte contre le sida avant de devenir un succès plus grand public acclamé par la critique . Le 9 décembre 2021, la création est nommée aux Out d'Or dans la catégorie "Coup d'éclat artistique".
Le 21 décembre 2021, la reprise de la pièce au théâtre La Bruyère est annoncée à partir du 20 janvier 2022. Le retour de la pièce du 20 janvier au 7 avril 2022 est salué par la presse,,.

## Distinctions
- Tony Awards 2011[12]
  - Tony Award de la meilleure reprise d'une pièce
  - Tony Award du meilleur acteur de second rôle dans une pièce pour John Benjamin Hickey
  - Tony Award de la meilleure actrice de second rôle dans une pièce pour Ellen Barkin

## Téléfilm
The Normal Heart a été adaptée en téléfilm par Ryan Murphy avec Mark Ruffalo, Matt Bomer et Julia Roberts.